# Милош Пантовић (фудбалер, 2002)
Милош Пантовић (Нови Сад, 24. август 2002) српски је фудбалер који тренутно наступа за ТСЦ.

## Каријера
Пантовић је почео да тренира у родном Новом Саду, у школи фудбала Бистрица 05. Као десетогодишњак је прешао у Војводину. Са својом генерацијом је освојио титулу у пионирској конкуренцији. После тога су на званичном веб-сајту клуба, у јуну 2017, њих десеторица представљени као потписници стипендијских уговора. Пантовић је на крају летњег прелазног рока исте године отишао у београдску Црвену звезду, где је са својом генерацијом наступао под вођством тренера Славољуба Ђорђевића. Следеће године је потписао трогодишњи професионални уговор. Првом тиму Црвене звезде Пантовић је прикључен пред сусрет шеснаестине финала Купа Србије, с екипом Трепче из Косовске Митровице. Дебитовао је на тој утакмици, одиграној у Спортском центру у Старој Пазови, ушавши у игру уместо четвороструког стрелца, Вељка Симића. Тиме је постао први фудбалер рођен 2002. године који је наступио за Црвену звезду. За пролећни део такмичарске 2019/20. уступљен је Графичару. Ту одиграо само шест утакмица услед ванредног стања у Србији због пандемије ковида 19 па је сезона окончана без доигравања. Према писању медија, спортски сектор клуба одбио је понуду Бенфике, а Пантовић је остатак календарске 2020. провео на позајмици у Вождовцу. Како није продужио уговор с Црвеном звездом, пропустио је други део сезоне и по њеном завршетку клуб напустио као слободан играч. Након тога се вратио у Вождовац, с којим је озваничио сарадњу. Уговор је продужен почетком 2023. Током лета исте године, Пантовић је прешао у ТСЦ из Бачке Тополе. Према писању медија, вредност трансфера износила је 300 хиљада евра. Био је стрелац изједначујућег поготка у другом колу Лиге Европе у Групи А, против Олимпијакоса, чиме је ТСЦ освојио први бод у том такмичењу и једини у сезони 2023/24.

## Репрезентација
Почетком 2015, Пантовић је позиван на селективно окупљање најмлађег репрезентативног узраста репрезентације Србије, пре него што је наредне године увршен у састав селекције до 14 година, која је учествовала на турниру у Загребу. Наступио је на сва три сусрета, против селекције домаћина, екипе Црне Горе када је био стрелац те састава Сједињених Америчких Држава. Следеће године је наступао за старију пионирску селекцију и био учесник двомеча који је репрезентација Србије одиграла с вршњацима из Катара. Постигао је један погодак. За кадетску репрезентацију дебитовао је у двомечу с Босном и Херцеговином. Био је члан омладинске и млађе младе репрезентације. У младу репрезентацију позивали су га вршилац дужности Александар Рогић, а потом и новоизабрани селектор Горан Стевановић. Први погодак за селекцију до 21 године старости постигао је у марту 2022. против Северне Македоније. Селектор Драган Стојковић позвао га је у састав сениорске репрезентације за пријатељску утакмицу са екипом Сједињених Америчких Држава у јануару 2023. На том сусрету је дебитовао ушавши у игру уместо Владимира Лучића током другог полувремена.

## Статистика

### Клупска
Ажурирано 3. маја 2024.
|                      |          |                  |     |    |   |   |   |   |   |   |     |    |  |  |
| Црвена звезда        | 2019/20. | Суперлига Србије | 0   | 0  | 1 | 0 | 0 | 0 | — | — | 1   | 0  |  |  |
|                      |          |                  |     |    |   |   |   |   |   |   |     |    |  |  |
| Графичар (позајмица) | 2019/20. | Прва лига Србије | 6   | 1  | — | — | — | — | — | — | 6   | 1  |  |  |
|                      |          |                  |     |    |   |   |   |   |   |   |     |    |  |  |
| Вождовац (позајмица) | 2020/21. | Суперлига Србије | 16  | 3  | 1 | 0 | — | — | — | — | 17  | 3  |  |  |
| Вождовац             | 2021/22. | Суперлига Србије | 36  | 5  | 1 | 1 | — | — | — | — | 37  | 6  |  |  |
| Вождовац             | 2022/23. | Суперлига Србије | 31  | 7  | 1 | 0 | — | — | — | — | 32  | 7  |  |  |
| Вождовац             | Укупно   | Укупно           | 83  | 15 | 3 | 1 | — | — | — | — | 86  | 16 |  |  |
|                      |          |                  |     |    |   |   |   |   |   |   |     |    |  |  |
| ТСЦ Бачка Топола     | 2023/24. | Суперлига Србије | 33  | 10 | 0 | 0 | 6 | 1 | — | — | 39  | 11 |  |  |
|                      |          |                  |     |    |   |   |   |   |   |   |     |    |  |  |
| Каријера             | Каријера | Каријера         | 122 | 26 | 4 | 1 | 6 | 1 | — | — | 132 | 28 |  |  |
|                      |          |                  |     |    |   |   |   |   |   |   |     |    |  |  |

### Утакмице у дресу репрезентације
| Репрезентација Србије у узрасту до 14 година старости | Репрезентација Србије у узрасту до 14 година старости | Репрезентација Србије у узрасту до 14 година старости | Репрезентација Србије у узрасту до 14 година старости | Репрезентација Србије у узрасту до 14 година старости | Репрезентација Србије у узрасту до 14 година старости | Репрезентација Србије у узрасту до 14 година старости | Репрезентација Србије у узрасту до 14 година старости | Репрезентација Србије у узрасту до 14 година старости | Репрезентација Србије у узрасту до 14 година старости |
| #                                                     | Датум                                                 | Такмичење                                             | Локација                                              | Домаћин                                               | Резултат                                              | Гост                                                  | Гол                                                   | Реф.                                                  |                                                       |
| ----------------------------------------------------- | ----------------------------------------------------- | ----------------------------------------------------- | ----------------------------------------------------- | ----------------------------------------------------- | ----------------------------------------------------- | ----------------------------------------------------- | ----------------------------------------------------- | ----------------------------------------------------- | ----------------------------------------------------- |
| 1.                                                    | 2. јун 2016.                                          | Међународни турнир у Хрватској                        | Стадион НК Шпанско, Загреб                            | Хрватска                                              | 0 : 1                                                 | Србија                                                |                                                       | [ 26 ]                                                |                                                       |
| 2.                                                    | 3. јун 2016.                                          | Међународни турнир у Хрватској                        | Стадион НК Шпанско, Загреб                            | Србија                                                | 2 : 0                                                 | Црна Гора                                             | Гол                                                   | [ 27 ]                                                |                                                       |
| 3.                                                    | 5. јун 2016.                                          | Међународни турнир у Хрватској                        | Стадион НК Шпанско, Загреб                            | САД                                                   | 0 : 2                                                 | Србија                                                |                                                       | [ 28 ]                                                |                                                       |
| 3                                                     | Укупан број утакмица и постигнутих погодака           | Укупан број утакмица и постигнутих погодака           | Укупан број утакмица и постигнутих погодака           | Укупан број утакмица и постигнутих погодака           | Укупан број утакмица и постигнутих погодака           | Укупан број утакмица и постигнутих погодака           | 1                                                     |                                                       |                                                       |

| Репрезентација Србије у узрасту до 15 година старости | Репрезентација Србије у узрасту до 15 година старости | Репрезентација Србије у узрасту до 15 година старости | Репрезентација Србије у узрасту до 15 година старости | Репрезентација Србије у узрасту до 15 година старости | Репрезентација Србије у узрасту до 15 година старости | Репрезентација Србије у узрасту до 15 година старости | Репрезентација Србије у узрасту до 15 година старости | Репрезентација Србије у узрасту до 15 година старости | Репрезентација Србије у узрасту до 15 година старости |
| #                                                     | Датум                                                 | Такмичење                                             | Локација                                              | Домаћин                                               | Резултат                                              | Гост                                                  | Гол                                                   | Реф.                                                  |                                                       |
| ----------------------------------------------------- | ----------------------------------------------------- | ----------------------------------------------------- | ----------------------------------------------------- | ----------------------------------------------------- | ----------------------------------------------------- | ----------------------------------------------------- | ----------------------------------------------------- | ----------------------------------------------------- | ----------------------------------------------------- |
| 1.                                                    | 4. април 2017.                                        | Пријатељска утакмица                                  | Доха, Катар                                           | Катар                                                 | 2 : 3                                                 | Србија                                                |                                                       | [ 30 ]                                                |                                                       |
| 2.                                                    | 6. април 2017.                                        | Пријатељска утакмица                                  | Доха, Катар                                           | Катар                                                 | 1 : 1                                                 | Србија                                                | Гол                                                   | [ 31 ]                                                |                                                       |
| 2                                                     | Укупан број утакмица и постигнутих погодака           | Укупан број утакмица и постигнутих погодака           | Укупан број утакмица и постигнутих погодака           | Укупан број утакмица и постигнутих погодака           | Укупан број утакмица и постигнутих погодака           | Укупан број утакмица и постигнутих погодака           | 1                                                     |                                                       |                                                       |

| Репрезентација Србије у узрасту до 17 година старости | Репрезентација Србије у узрасту до 17 година старости | Репрезентација Србије у узрасту до 17 година старости | Репрезентација Србије у узрасту до 17 година старости | Репрезентација Србије у узрасту до 17 година старости | Репрезентација Србије у узрасту до 17 година старости | Репрезентација Србије у узрасту до 17 година старости | Репрезентација Србије у узрасту до 17 година старости | Репрезентација Србије у узрасту до 17 година старости | Репрезентација Србије у узрасту до 17 година старости |
| #                                                     | Датум                                                 | Такмичење                                             | Локација                                              | Домаћин                                               | Резултат                                              | Гост                                                  | Гол                                                   | Реф.                                                  |                                                       |
| ----------------------------------------------------- | ----------------------------------------------------- | ----------------------------------------------------- | ----------------------------------------------------- | ----------------------------------------------------- | ----------------------------------------------------- | ----------------------------------------------------- | ----------------------------------------------------- | ----------------------------------------------------- | ----------------------------------------------------- |
| 1.                                                    | 11. септембар 2018.                                   | Пријатељска утакмица                                  | Стадион ФК Будућност Бановићи, Бановићи               | Босна и Херцеговина                                   | 2 : 1                                                 | Србија                                                |                                                       | [ 32 ]                                                |                                                       |
| 2.                                                    | 13. септембар 2018.                                   | Пријатељска утакмица                                  | Градски стадион, Сребреник                            | Босна и Херцеговина                                   | 0 : 1                                                 | Србија                                                |                                                       | [ 33 ]                                                |                                                       |
| 2                                                     | Укупан број утакмица и постигнутих погодака           | Укупан број утакмица и постигнутих погодака           | Укупан број утакмица и постигнутих погодака           | Укупан број утакмица и постигнутих погодака           | Укупан број утакмица и постигнутих погодака           | Укупан број утакмица и постигнутих погодака           | 0                                                     |                                                       |                                                       |

| Репрезентација Србије у узрасту до 19 година старости | Репрезентација Србије у узрасту до 19 година старости | Репрезентација Србије у узрасту до 19 година старости | Репрезентација Србије у узрасту до 19 година старости | Репрезентација Србије у узрасту до 19 година старости | Репрезентација Србије у узрасту до 19 година старости | Репрезентација Србије у узрасту до 19 година старости | Репрезентација Србије у узрасту до 19 година старости | Репрезентација Србије у узрасту до 19 година старости | Репрезентација Србије у узрасту до 19 година старости |
| #                                                     | Датум                                                 | Такмичење                                             | Локација                                              | Домаћин                                               | Резултат                                              | Гост                                                  | Гол                                                   | Реф.                                                  |                                                       |
| ----------------------------------------------------- | ----------------------------------------------------- | ----------------------------------------------------- | ----------------------------------------------------- | ----------------------------------------------------- | ----------------------------------------------------- | ----------------------------------------------------- | ----------------------------------------------------- | ----------------------------------------------------- | ----------------------------------------------------- |
| 1.                                                    | 23. фебруар 2021.                                     | Пријатељска утакмица                                  | Кућа фудбала, Стара Пазова                            | Србија                                                | 1 : 0                                                 | Босна и Херцеговина                                   |                                                       | [ 48 ]                                                |                                                       |
| 2.                                                    | 25. фебруар 2021.                                     | Пријатељска утакмица                                  | Кућа фудбала, Стара Пазова                            | Србија                                                | 2 : 1                                                 | Босна и Херцеговина                                   |                                                       | [ 49 ]                                                |                                                       |
| 3.                                                    | 21. март 2021.                                        | Пријатељска утакмица                                  | Стадион у Араду                                       | Румунија                                              | 0 : 0                                                 | Србија                                                |                                                       | [ 50 ]                                                |                                                       |
| 3                                                     | Укупан број утакмица и постигнутих погодака           | Укупан број утакмица и постигнутих погодака           | Укупан број утакмица и постигнутих погодака           | Укупан број утакмица и постигнутих погодака           | Укупан број утакмица и постигнутих погодака           | Укупан број утакмица и постигнутих погодака           | 0                                                     |                                                       |                                                       |

| Репрезентација Србије у узрасту до 20 година старости | Репрезентација Србије у узрасту до 20 година старости | Репрезентација Србије у узрасту до 20 година старости | Репрезентација Србије у узрасту до 20 година старости | Репрезентација Србије у узрасту до 20 година старости | Репрезентација Србије у узрасту до 20 година старости | Репрезентација Србије у узрасту до 20 година старости | Репрезентација Србије у узрасту до 20 година старости | Репрезентација Србије у узрасту до 20 година старости | Репрезентација Србије у узрасту до 20 година старости |
| #                                                     | Датум                                                 | Такмичење                                             | Локација                                              | Домаћин                                               | Резултат                                              | Гост                                                  | Гол                                                   | Реф.                                                  |                                                       |
| ----------------------------------------------------- | ----------------------------------------------------- | ----------------------------------------------------- | ----------------------------------------------------- | ----------------------------------------------------- | ----------------------------------------------------- | ----------------------------------------------------- | ----------------------------------------------------- | ----------------------------------------------------- | ----------------------------------------------------- |
| 1.                                                    | 6. септембар 2021.                                    | Пријатељска утакмица                                  | Стадион Теофило Патини, Кастел ди Сангро              | Италија                                               | 0 : 1                                                 | Србија                                                |                                                       | [ 51 ]                                                |                                                       |
| 1                                                     | Укупан број утакмица и постигнутих погодака           | Укупан број утакмица и постигнутих погодака           | Укупан број утакмица и постигнутих погодака           | Укупан број утакмица и постигнутих погодака           | Укупан број утакмица и постигнутих погодака           | Укупан број утакмица и постигнутих погодака           | 0                                                     |                                                       |                                                       |

| Репрезентација Србије у узрасту до 21 године старости | Репрезентација Србије у узрасту до 21 године старости | Репрезентација Србије у узрасту до 21 године старости | Репрезентација Србије у узрасту до 21 године старости | Репрезентација Србије у узрасту до 21 године старости | Репрезентација Србије у узрасту до 21 године старости | Репрезентација Србије у узрасту до 21 године старости | Репрезентација Србије у узрасту до 21 године старости | Репрезентација Србије у узрасту до 21 године старости | Репрезентација Србије у узрасту до 21 године старости |
| #                                                     | Датум                                                 | Такмичење                                             | Локација                                              | Домаћин                                               | Резултат                                              | Гост                                                  | Гол                                                   | Реф.                                                  |                                                       |
| ----------------------------------------------------- | ----------------------------------------------------- | ----------------------------------------------------- | ----------------------------------------------------- | ----------------------------------------------------- | ----------------------------------------------------- | ----------------------------------------------------- | ----------------------------------------------------- | ----------------------------------------------------- | ----------------------------------------------------- |
| 1.                                                    | 12. новембар 2021.                                    | Квалификације за Европско првенство                   | Стадион Карађорђе, Нови Сад                           | Србија                                                | 0 : 0                                                 | Фарска Острва                                         |                                                       | [ 52 ]                                                |                                                       |
| 2.                                                    | 16. новембар 2021.                                    | Квалификације за Европско првенство                   | Арена Лавов, Лавов                                    | Украјина                                              | 2 : 1                                                 | Србија                                                |                                                       | [ 53 ]                                                |                                                       |
| 3.                                                    | 24. март 2022.                                        | Квалификације за Европско првенство                   | Стадион Тржни центар, Вождовац                        | Србија                                                | 2 : 1                                                 | Северна Македонија                                    | Гол                                                   | [ 37 ]                                                |                                                       |
| 4.                                                    | 29. март 2022.                                        | Квалификације за Европско првенство                   | ТСЦ академија, Бачка Топола                           | Србија                                                | 2 : 0                                                 | Јерменија                                             |                                                       | [ 54 ]                                                |                                                       |
| 5.                                                    | 2. јун 2022.                                          | Квалификације за Европско првенство                   | Алпски стадион, Гренобл                               | Француска                                             | 2 : 0                                                 | Србија                                                |                                                       | [ 55 ]                                                |                                                       |
| 6.                                                    | 7. јун 2022.                                          | Квалификације за Европско првенство                   | Стадион у Клаксвику                                   | Фарска Острва                                         | 1 : 1                                                 | Србија                                                |                                                       | [ 56 ]                                                |                                                       |
| 7.                                                    | 27. септембар 2022.                                   | Пријатељска утакмица                                  | Национална фудбалска база Бојана, Софија              | Бугарска                                              | 1 : 1                                                 | Србија                                                |                                                       | [ 57 ]                                                |                                                       |
| 8.                                                    | 12. септембар 2023.                                   | Квалификације за Европско првенство                   | Кућа фудбала, Стара Пазова                            | Србија                                                | 2 : 0                                                 | Азербејџан                                            |                                                       | [ 58 ]                                                |                                                       |
| 9.                                                    | 12. октобар 2023.                                     | Квалификације за Европско првенство                   | Стадион Сити Граунд, Нотингем                         | Енглеска                                              | 9 : 1                                                 | Србија                                                |                                                       | [ 59 ]                                                |                                                       |
| 10.                                                   | 16. октобар 2023.                                     | Квалификације за Европско првенство                   | Мурнвју парк, Лурган                                  | Северна Ирска                                         | 1 : 2                                                 | Србија                                                | Гол                                                   | [ 60 ]                                                |                                                       |
| 11.                                                   | 21. новембар 2023.                                    | Квалификације за Европско првенство                   | Кућа фудбала, Стара Пазова                            | Србија                                                | 2 : 0                                                 | Луксембург                                            |                                                       | [ 61 ]                                                |                                                       |
| 12.                                                   | 22. март 2024.                                        | Квалификације за Европско првенство                   | Стадион Емил Мајриш, Еш сир Алзет                     | Луксембург                                            | 1 : 1                                                 | Србија                                                |                                                       | [ 62 ]                                                |                                                       |
| 13.                                                   | 26. март 2024.                                        | Квалификације за Европско првенство                   | Стадион Дубочица, Лесковац                            | Србија                                                | 1 : 2                                                 | Северна Ирска                                         |                                                       | [ 63 ]                                                |                                                       |
| 13                                                    | Укупан број утакмица и постигнутих погодака           | Укупан број утакмица и постигнутих погодака           | Укупан број утакмица и постигнутих погодака           | Укупан број утакмица и постигнутих погодака           | Укупан број утакмица и постигнутих погодака           | Укупан број утакмица и постигнутих погодака           | 2                                                     |                                                       |                                                       |

| Фудбалска репрезентација Србије | Фудбалска репрезентација Србије             | Фудбалска репрезентација Србије             | Фудбалска репрезентација Србије             | Фудбалска репрезентација Србије             | Фудбалска репрезентација Србије             | Фудбалска репрезентација Србије             | Фудбалска репрезентација Србије | Фудбалска репрезентација Србије | Фудбалска репрезентација Србије |
| #                               | Датум                                       | Такмичење                                   | Локација                                    | Домаћин                                     | Резултат                                    | Гост                                        | Гол                             | Реф.                            |                                 |
| ------------------------------- | ------------------------------------------- | ------------------------------------------- | ------------------------------------------- | ------------------------------------------- | ------------------------------------------- | ------------------------------------------- | ------------------------------- | ------------------------------- | ------------------------------- |
| 1.                              | 26. јануар 2023.                            | Пријатељска утакмица                        | Стадион Бенк оф Калифорнија, Лос Анђелес    | САД                                         | 1 : 2                                       | Србија                                      |                                 | [ 39 ]                          |                                 |
| 1                               | Укупан број утакмица и постигнутих погодака | Укупан број утакмица и постигнутих погодака | Укупан број утакмица и постигнутих погодака | Укупан број утакмица и постигнутих погодака | Укупан број утакмица и постигнутих погодака | Укупан број утакмица и постигнутих погодака | 0                               | [ 64 ]                          |                                 |